# Cinque Torri
Les Cinque Torri (parfois aussi appelés Cinque Torri di Averau ; Penes de Naerou en ladin ; Fünf Türme en allemand) sont un petit complexe montagneux appartenant au groupe du Nuvolau dans le chaînon des Dolomites ampezzanes (chaîne des Dolomites orientales). Elles s'élèvent au nord-ouest de San Vito di Cadore et au sud-ouest de Cortina d'Ampezzo.

## Géographie
Les Cinque Torri, comme toutes les formations montagneuses de la région, sont constituées de dolomie, avec une couleur gris pâle particulière. Le complexe, composé de cinq éperons rocheux (dont le nom dérive), est situé dans la zone sud-ouest du bassin d'Ampezzo, au nord du monte Averau, dont les Cinque Torri peut être considéré comme faisant partie et culmine à 2 361 m d'altitude (Torre Grande). Chaque tour a son propre nom :

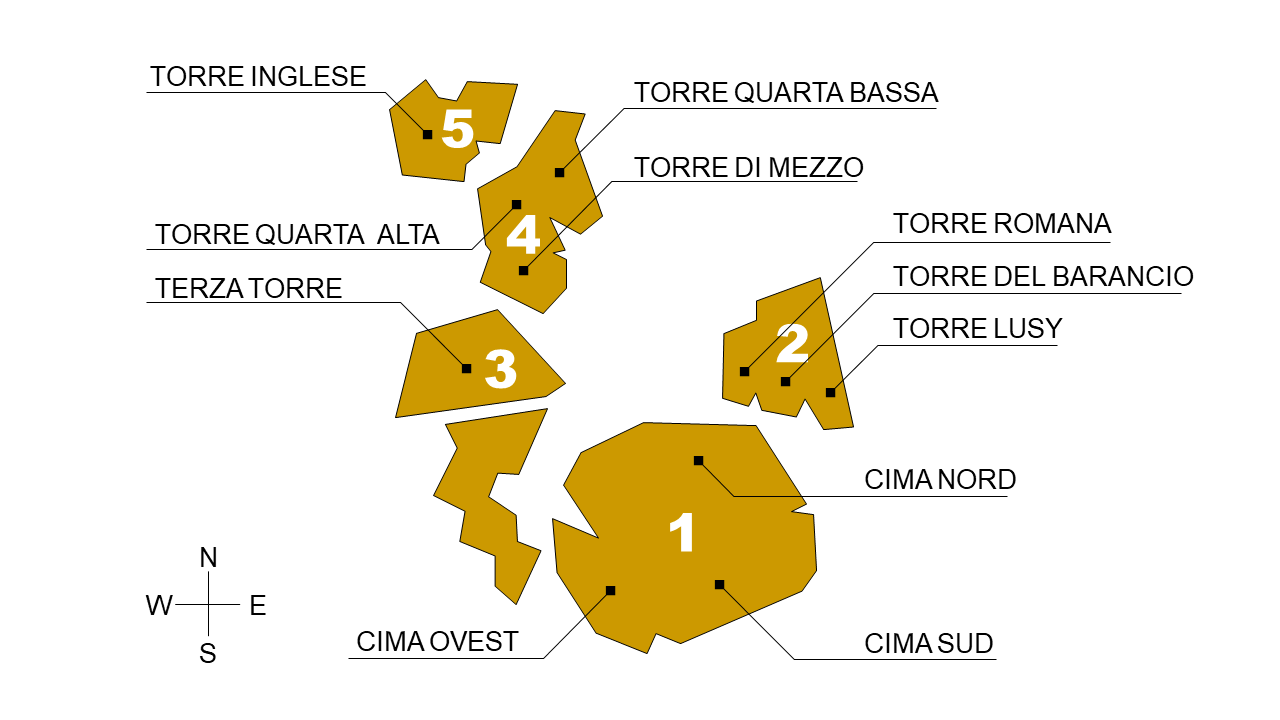
Carte simplifiée des Cinque Torri.

- Torre Grande, la plus grande, possède trois cimes très appréciées des grimpeurs : Cima Nord, Cima Sud et Cima Ovest ;
- Torre Seconda, composée de trois cimes distinctes appelées Torre Lusy, Torre del Barancio et Torre Romana ;
- Terza Torre, ou Torre Latina ;
- Quarta Torre, formé par deux dents rocheuses de tailles différentes, et pour cela appelé respectivement Torre Quarta Bassa et Torre Quarta Alta ;
- Quinta Torre ou Torre inglese.

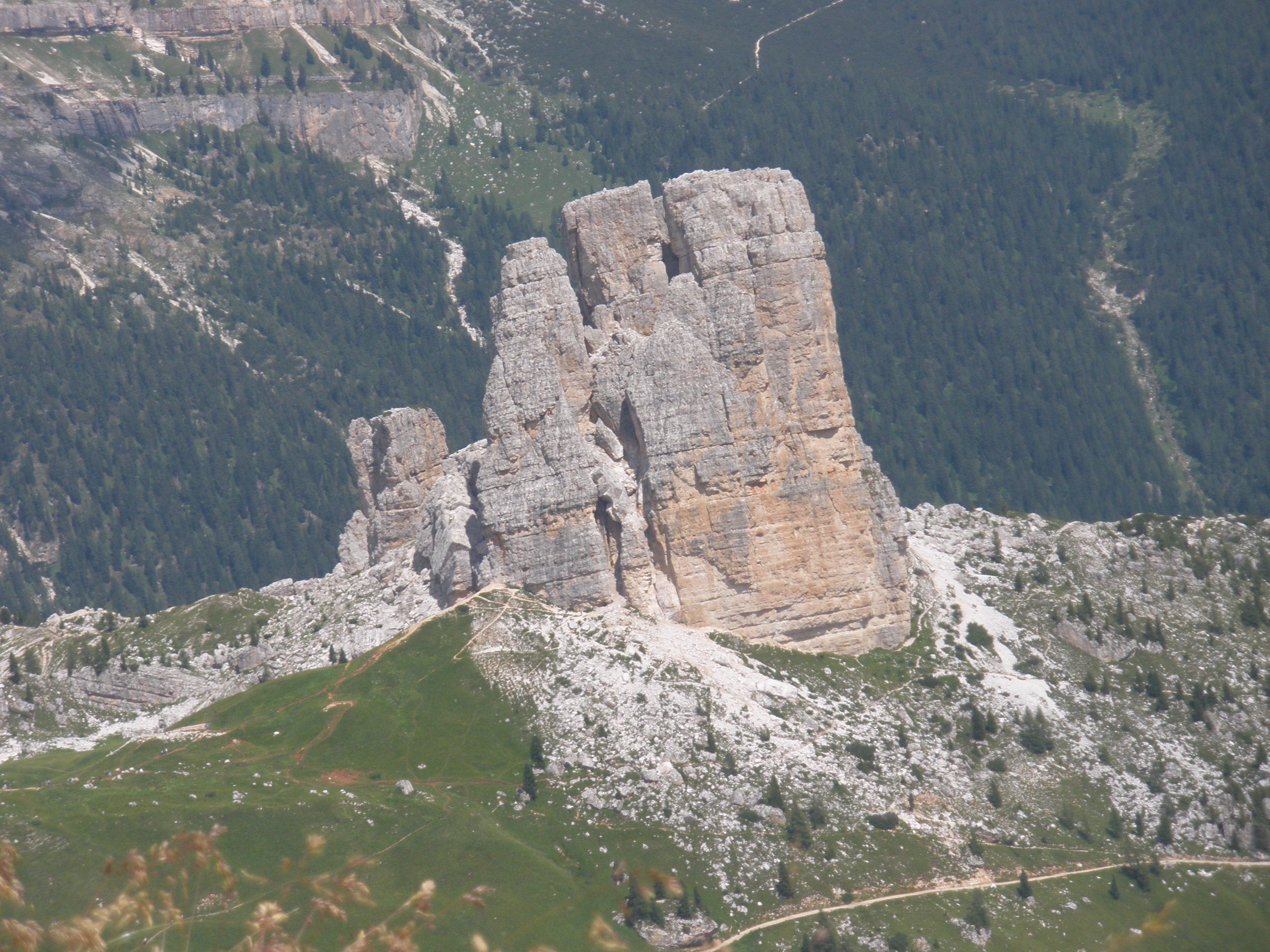
Les Cinque Torri vues de la face nord du Nuvolau.
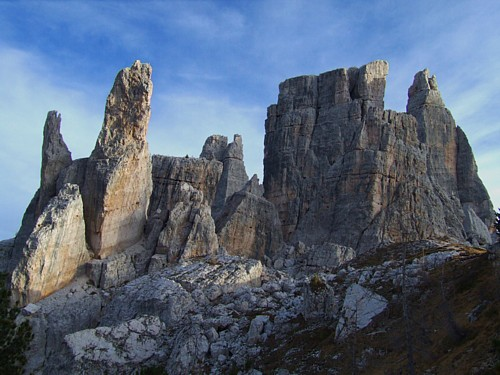
Les Cinque Torri.
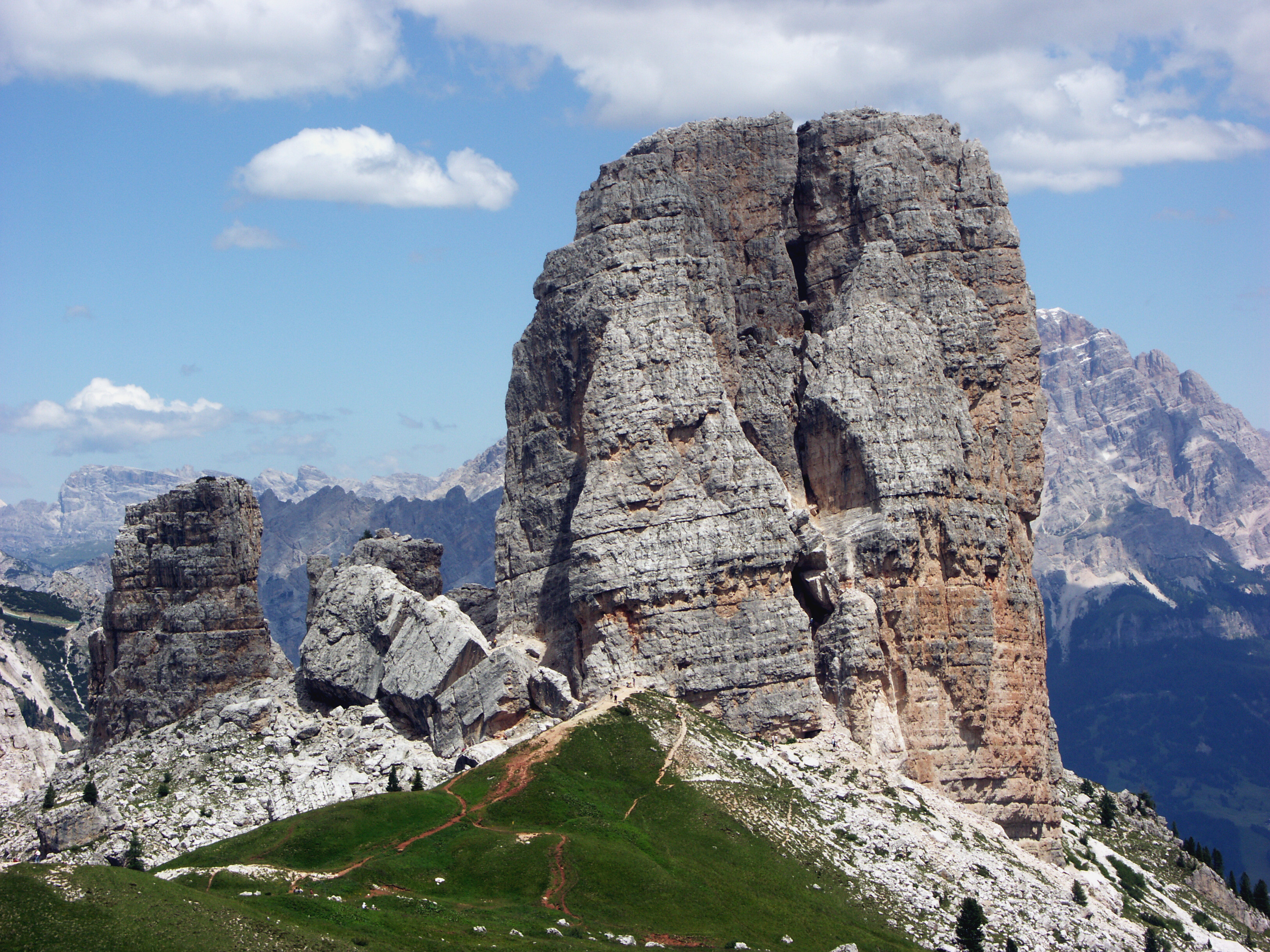
La Torre Grande.

## Histoire
De 1915 à 1917, la zone a été le théâtre de rudes batailles entre les troupes italiennes et austro-hongroises pendant la Première Guerre mondiale ; elle conserve encore de nombreux témoignages des batailles et des constructions militaires érigées par l'armée royale italienne, récemment récupérées dans le cadre d'une opération de restructuration et de mise en valeur qui a permis la création d'itinéraires historiques. Dans un rayon de 5 km, se trouvent les musées Lagazuoi, Cinque Torri, Sasso di Stria Forte Tre Sassi, tous traitant de la Grande Guerre.

## Activités

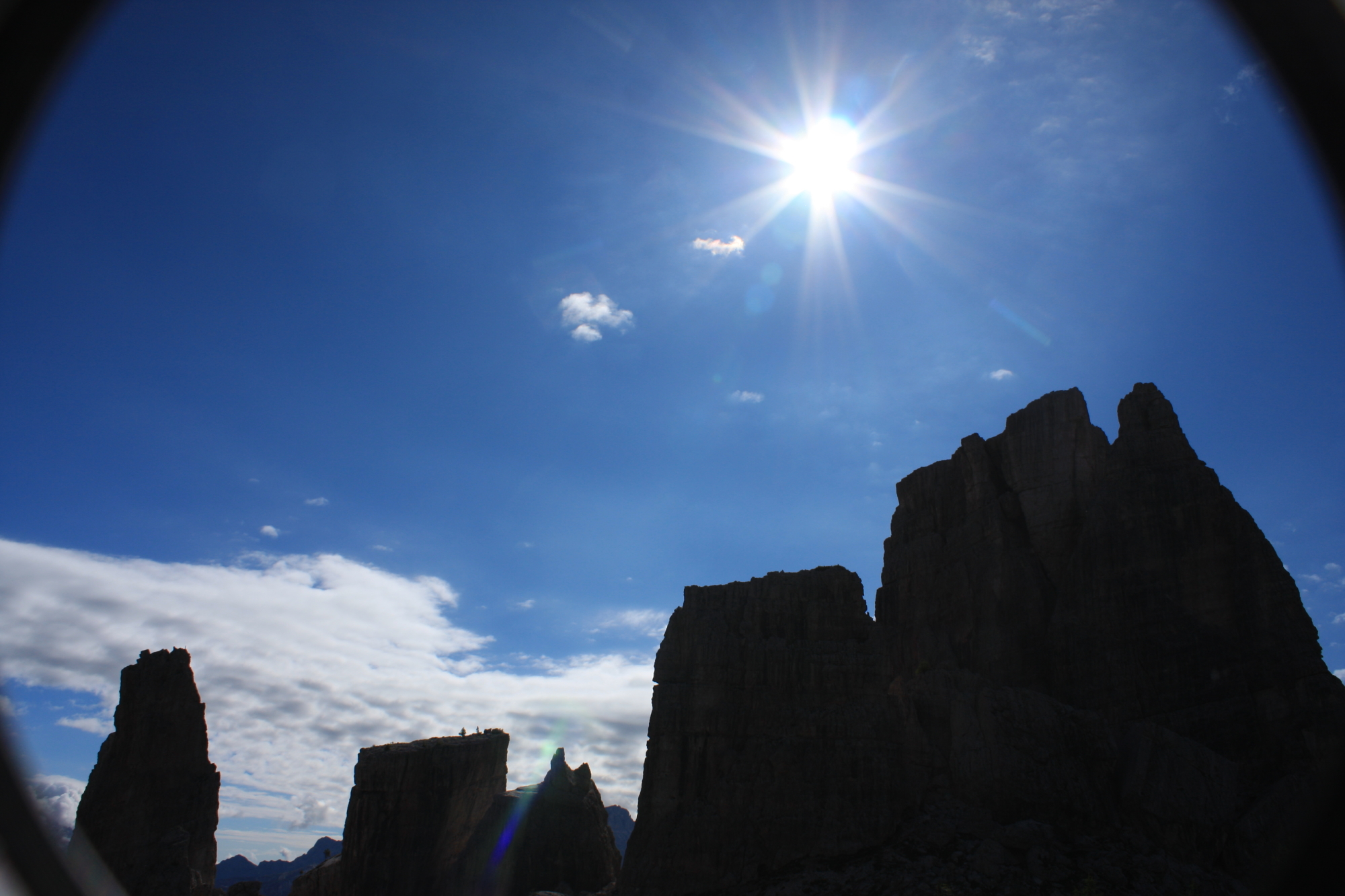
Les Cinque Torri.

### Randonnée
En période estivale, il est possible de faire des excursions dans les bois et sur les sentiers balisés, parmi lesquels figure l'Alta via n°1, la muraille de Giau (le long de la frontière entre les municipalités de Cortina d'Ampezzo et San Vito di Cadore), les itinéraires vers le Nuvolau et le col de Giau et l'itinéraire historique dans les tranchées de la Première Guerre mondiale.
Dans la région des Cinque Torri, se trouvent les refuges alpins des Cinque Torri (2 137 m) et de Scoiattoli (2 255 m).

### Escalade

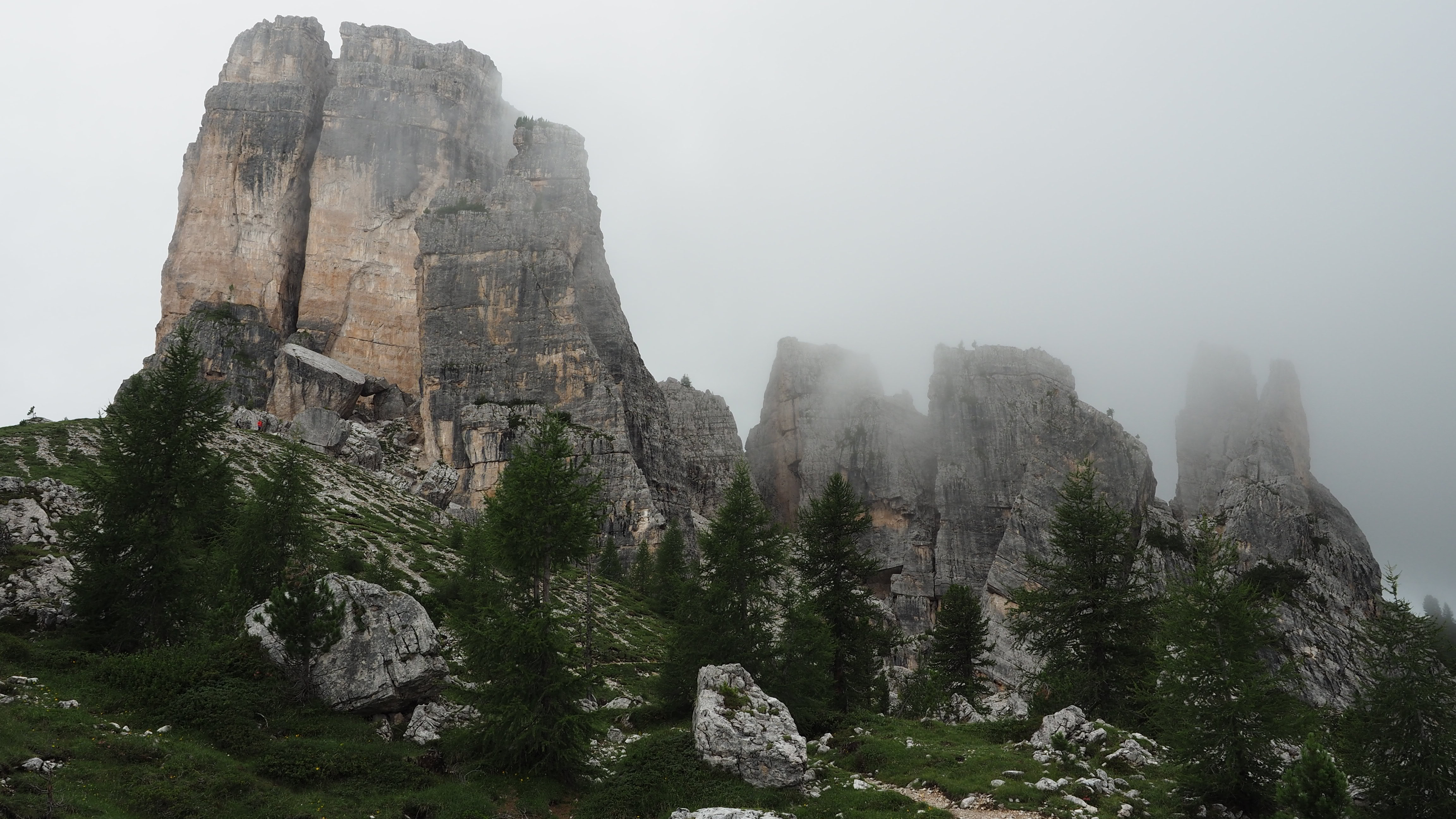
Les Cinque Torri.

Les Cinque Torri sont très appréciées aussi bien des alpinistes que des grimpeurs sportifs grâce au grand nombre de voies aux difficultés très variées.

### Ski
En période hivernale, les Cinque Torri sont une station de ski très importante dans la région d'Ampezzo, dont les pistes font partie du domaine Dolomiti Superski qui les relie aux montagnes voisines de Lagazuoi et du col Gallina. Jadis, il était possible de faire l'itinéraire à ski uniquement en direction de Lagazuoi - col Gallina - Cinque Torri, mais à partir de la saison hivernale 2008-2009, il est possible de revenir de la zone Cinque Torri vers la zone la plus élevée du col de Falzarego à travers la remontée mécanique biplace Croda Negra et à la piste de ski en passant au-delà du mont Averau.